# 府守神社

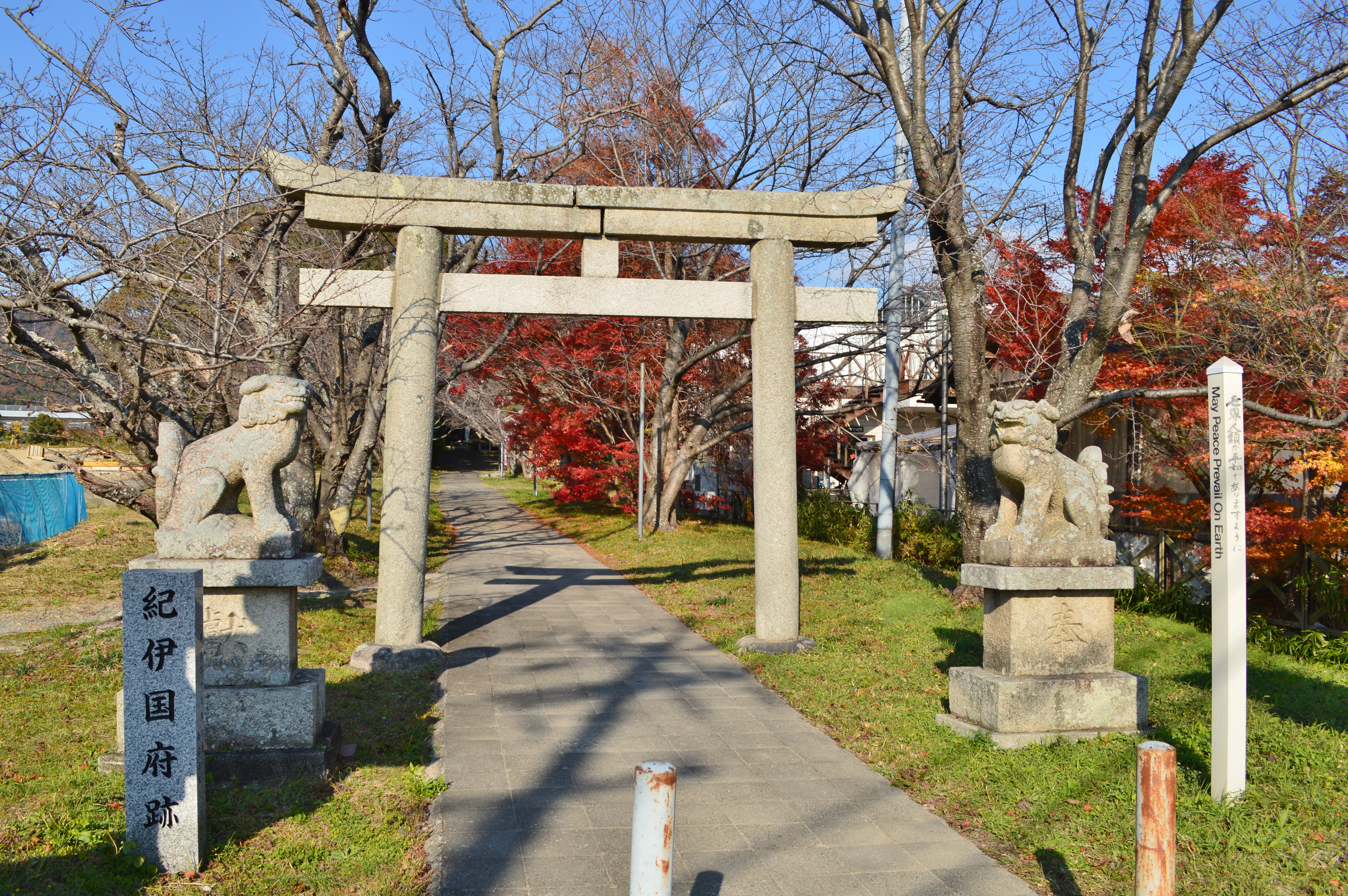
鳥居・紀伊国府跡碑

府守神社（ふもりじんじゃ）は、和歌山県和歌山市府中にある神社。紀伊国総社とする説がある。旧社格は村社。別称・通称は「聖天宮」。

## 祭神
祭神は次の1柱。
- 倭武命（やまとたけるのみこと）

## 歴史

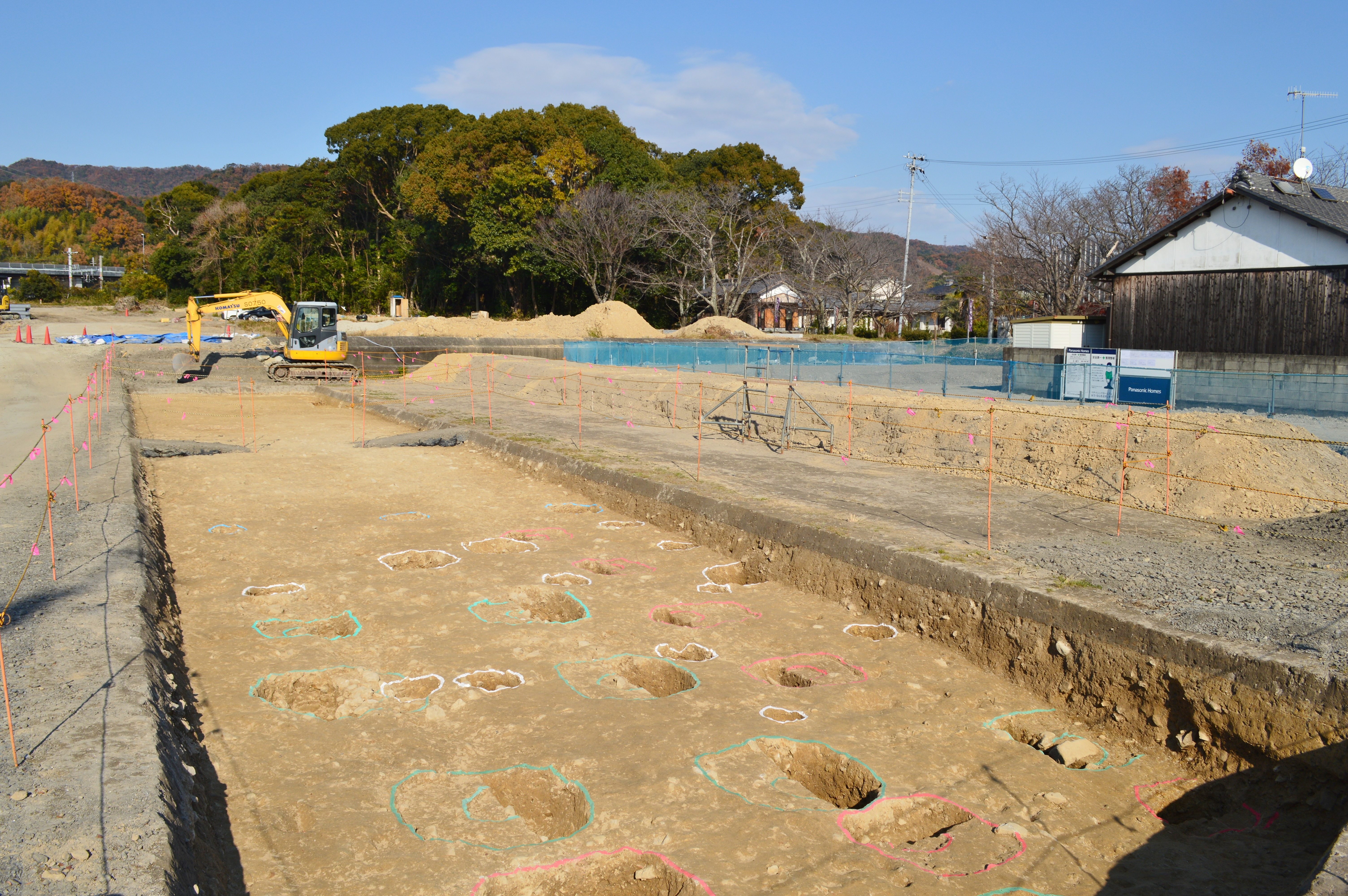
府中遺跡と府守神社（奥）2019年発掘調査時。

社伝では、貞観17年（875年）に紀伊国府の守護神として鬼門にあたる北東に鎮座したという。紀伊国府跡は、府守神社・南の影臨寺付近の「御館」・府守神社の西一帯の「平林」を含む6町（約654メートル）四方と推定される。北西には延喜2年（902年）の勧請という八幡神社があり、北東の橘谷にはかつて総社明神があった（現在は大屋都姫神社に合祀）。『和名抄』や『大御記』の記載からは10世紀以降には府守神社付近に所在したと推定されるが、2019年度（令和元年度）の府中遺跡における発掘調査では奈良時代の推定国府関連遺構として大型建物・塀が認められており、10世紀以前にも国府が存在した可能性が示唆されている。
『紀伊国神名帳』には「従四位上 府守神」の記載が見えるが、これを当社に比定する説がある。『続風土記』では「府守」とは国府の守護神であることによるという。また一説に当社は紀伊国の総社であるという。「聖天宮」の社名は僧の提案による改称であるというが、明治維新後に旧称の「府守神社」に復した。
明治維新後、明治10年（1877年）に近代社格制度において村社に列している。

## 摂末社
- 午神社

## 祭事
- 盆踊り （8月）
- 秋季例大祭 （10月5日）